# Tommy Amaker
Tommy Amaker, né le 6 juin 1965 à Falls Church, en Virginie, est un ancien joueur américain de basket-ball, évoluant au poste de meneur, devenu entraîneur.

## Carrière
À sa sortie de l'université Duke en 1987, Tommy Amaker est sélectionné par les SuperSonics de Seattle au 55e rang de la draft 1987. Il est considéré comme étant trop petit pour jouer en NBA et ne jouera jamais avec les Sonics. Il décide alors de retourner à Duke afin de poursuivre son Master of Business Administration.
Tommy Amaker devient en 1988 entraîneur adjoint des Blue Devils de Duke, poste qu'il occupe durant neuf saisons, avant de rejoindre les Seton Hall Pirates en tant qu'entraîneur en 1997. En 2001, il devient entraîneur de l'équipe des Michigan Wolverines. Depuis 2007, il dirige l'équipe de basket-ball de Harvard.

### Palmarès
- Champion du monde 1986